# Бозо (народ)
Бозо́ (також сорко, сорого, гаїн, тіє та інші самоназви) — група близьких етнічних груп манде у Західній Африці.

## Походження етнонімубозо
Етимологія етноніму, власне екзоніму бозо пов'язана зі словосполученням мовою бамбара bo-so, тобто «солом'яна, бамбукова хатина» — найпоширеніше житло рибальських поселень бозо. Самі люди бозо називають себе інакше — по-різному, в залежності від племінної приналежності (див. про це нижче).

## Територія розселення, чисельність, мова і релігія

### Територія проживання і чисельність
Люди бозо живуть невеликими компактними групами вздовж річки Нігер та її приток, майже цілком у Малі. Їхніми сусідами здебільшого є народи манде, але також бозо живуть між сонгаями та фульбе.
Насправді бозо являють собою групу споріднених етнічних спільнот. Зокрема, серед бозо виокремлюють чотири основні клани:
- сорко
- гаїньяхо
- тієяхо
- тієма чеве.

Розселення групи бозо сорко в Малі

Найбільш чисельною і впливовою групою бозо є сорко (сорого, сорогама, саркава), що проживають переважно в околицях малійських міст Мопті та Дженна, а невеликі групи — у місцевості Аньяме (Кот-д'Івуар) та частково у Нігерії (штат Кеббі), де майже повністю інкорпоровані у суспільство хауса. Їх чисельність сягає 100 тис. осіб. Інколи сорко називають себе марка (або сухими марка), вочевидь апелюючи до свого часткового походження з середовища марка — субетносу сонінке.
Наступні дві великі групи народу бозо — гаїньяхо (гаїн, келенґа) та тієяхо (тіємахо, тіє), чиїми сусідами є здебільшого сонінке. Незначна чисельно (до 5 тис. осіб) субгрупа тієма чеве (Tièma Cièwè) знаходяться під впливом сонгаїв та фульбе.
Таким чином, загальна чисельність бозо ніяк не менше 100 тис. осіб, оціночно вона сягає 200 тис. осіб, перепис у Малі 2000 року нарахував 132,1 тис. бозо.

### Мова і релігія
Власне єдиної мови бозо немає, а є сукупність діалектів бозо за клановим розподілом, які багатьма лінгвістами вважаються цілком окремими мовними одиницями. Мови бозо входять у мовну підгрупу манде (її північно-західне відгалуження) нігеро-конголезької групи конго-кордофанської мовної родини і є дуже близькими до мови сонінке, творячи з нею мовну субгрупу Сонінке-Бозо, яка знов таки деякими науковцями розглядається як єдина мова.
За віросповіданням більшість бозо — мусульмани, хоча зберігаються й оригінальні традиційні вірування, зокрема пов'язані з культом води і водяних мешканців.

## Історія
На території, де проживають сучасні люди бозо, знайдені наскельні зображення, які датуються 6-тисячною давниною.
Проте історія власне етнічної спільноти бозо починається періодом не раніше Х століття. Саме відтоді, у період існування середньовічної держави Гана бозо окуповують береги річки Нігер і встановлюють контроль за навігацією її течією та мають пріоритет по відношенню до решти народів регіону у використанні річкових ресурсів.
Цей професійно-етнічний розподіл у загальних рисах зберігається і дотепер. Рибалки бозо за рибу вимінюють у селян догонів цибулю, а у скотарів фульбе — молоко і м'ясо.
Бозо, зокрема, група сорко, є засновниками малійських міст Мопті та Дженна.

## Господарство, соціальна організація, матеріальна і духовна культура бозо

### Традиційні занятті, матеріальна культура і суспільство

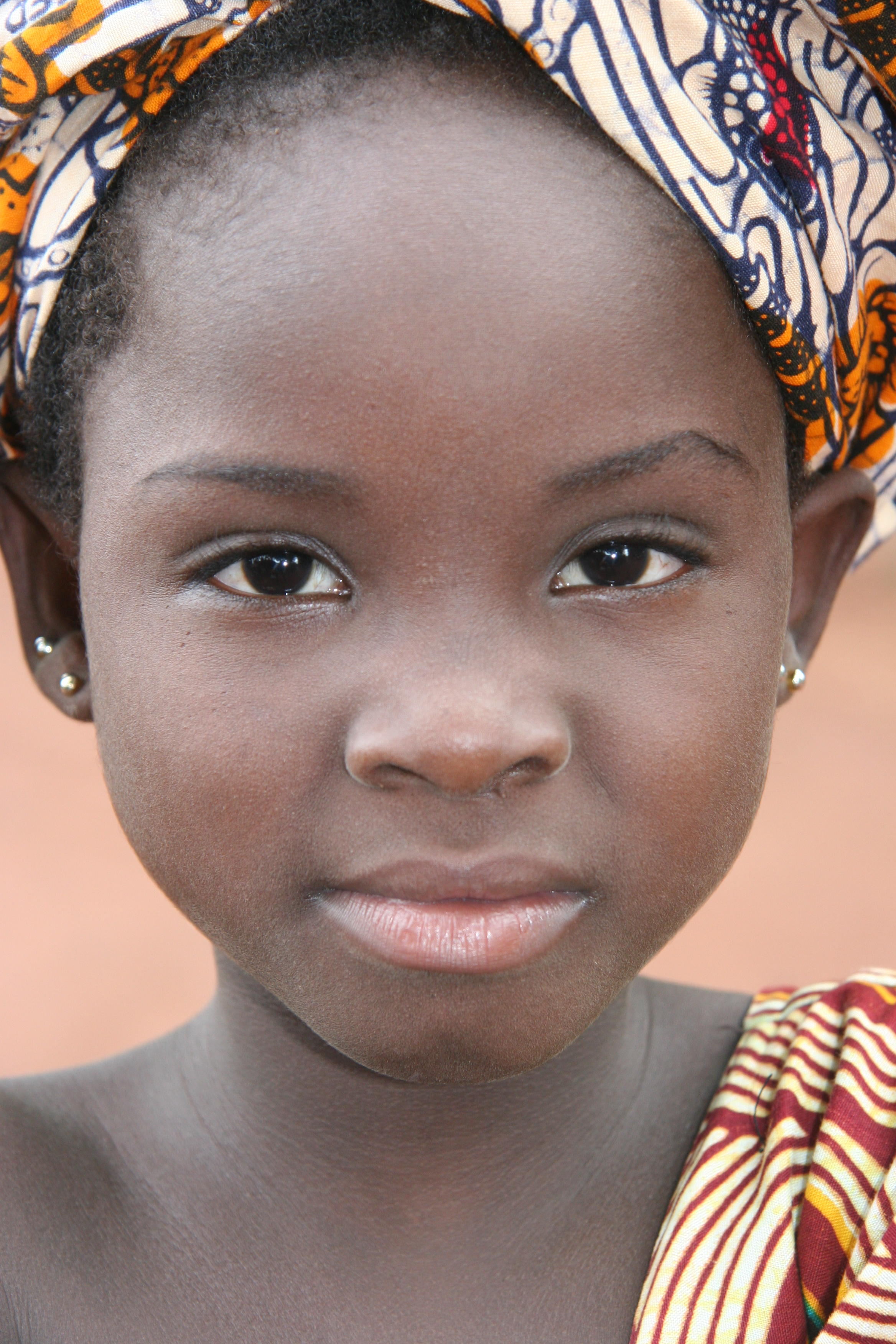
Дівчина бозо

Основні заняття людей бозо пов'язані з головною їхньої «годувальницею» — річкою Нігер. Відповідно це рибальство, а серед ремесел — будування човнів, плетіння сіток тощо. Зовсім незначним є землеробство, зокрема вирощування у плавнях річки рису, а також частково проса. Є серед бозо і торговці.
Люди бозо — напівосілі. Вони живуть або окремими кварталами в іншоетнічних, або у невеликих власних поселеннях. Житло зберігає національну специфіку — хатини з цегли з висохлого мула з солом'яними стріхами або переносні рибацькі хижі з соломи.
Родини у бозо — великі, утворюють групи, що на спілку використовують риболовецькі угіддя.
Бозо пов'язані з фульбе і догонами системою фіктивної спорідненості.

### Духовна культура і фольклор
Серед бозо поширені культи річкових божеств. Твариною — тотемом є бик, чиї шкури прийнято кидати у річку Нігер як жертвоприношення.
За СРСР було видано невелику збірку казок народу бозо (Волшебная калебаса. Сказки старого Муссы.,М.:"Советская Россия", 1968) у переказах Святослава Дармодехіна, яка, ймовірно, є єдиною в своєму роді у світі.

## Цікаві факти, пов'язані з бозо
- Бозо — вправні човнярі, які будують доволі довгі човни-піроги, середня довжина яких бл. 10 м.
- Човни рибалок бозо прикрашені рогами бика — тотемної тварини. За уявленнями бозо, вчені вважають їх доісламськими, бичачий ріг дарує своєму власнику успіх у коханні.

## Виноски
1. ↑  Simons, Gary F. and Charles D. Fennig (eds.). 2018. Ethnologue: Languages of the World (вид. 21). Dallas, Texas: SIL International. Online version: Bozo, Jenaama. A language of Mali, архів оригіналу: (англ.)
2. ↑  Simons, Gary F. and Charles D. Fennig (eds.). 2018. Ethnologue: Languages of the World (вид. 21). Dallas, Texas: SIL International. Online version: Bozo, Tiemacèwè. A language of Mali, архів оригіналу: (англ.)
3. 1 2  Народы мира. Историко-этнографический справочник, М.: «Советская энциклопедия», 1988, стор. 104 (стаття «Бозо [Архівовано 4 березня 2016 у Wayback Machine.]»). (рос.)